# Приливы (медицина)
Прили́вы — кратковременные и часто повторяющиеся эпизоды гиперемии и ощущения жара в коже лица, шеи, груди, часто сопровождающиеся покраснением лица. Как симптом приливы наблюдаются в перименопаузе и менопаузе, при посткастрационном синдроме, эссенциальной гипертензии, диффузном токсическом зобе.
Для купирования приливов жара, связанных с менопаузой, применяется заместительная гормональная терапия. У мужчин приливы, вызванные гормональным сбоем, купируются тестостероновой терапией. В небольших неконтролируемых и контролируемых испытаниях показали эффективность некоторые негормональные препараты, в частности венлафаксин, пароксетин, флуоксетин, габапентин и клонидин. Пароксетин стал первым негормональным препаратом, одобренным FDA для терапии приливов.
Другие препараты: фезолинетант.